# شركة السرير للعمليات النفطية
شركة السرير للعمليات النفطية تعتبر من أحدث شركات النفط والغاز في ليبيا، تكونت سنة 2019 بشراكة بين المؤسسة الوطنية للنفط من جهة، وشركة فينترسهال ديا الألمانية من خلال الشركة التابعة لها (WIAG) من جهة أخرى.
وتعتبر الشركة نتاجا لاتفاقيتين للشراكة ومقاسمة الإنتاج (EPSA) وقعت بين الطرفين في الثاني عشر من ديسمبر عام 2019، وبموجبهما تولت شركة السرير للعمليات النفطية مسؤولية التشغيل في  المنطقتين العقديتين 91 و107 خلفا لفينترسهال ليبيا، التي كانت المشغل لهذين العقدين لمدة 5 عقود تقريبا.
يقع مقر الشركة الرئيسي في طرابلس عاصمة ليبيا، وتشمل عمليات الشركة 9 مواقع متوزعة بين المنطقتين العقديتين 91 و107 في حوض سرت قرابة 1000 كيلومتر جنوب شرق العاصمة طرابلس  في منطقة الواحات.
ويعتبر التكوين الرملي “القرقاف العلوي” الموجود في حقل السارة بالقرب من واحة إجخرة من أهم مكامن الشركة.